# Летук
Летук (Лето) (Lethuc, Letho), († ок. 470) е третият крал на лангобардите от легендите. Според Павел Дякон е царувал 40 години в областта Моравия (Mähren). Наследява крал Ламисио и е васал на краля на хуните Атила.
Деца:
- Хилдеок (Hildeoc) († ок. 478)